# Barbara Benedek
Pour les articles homonymes, voir Benedek.

Barbara Benedek est une scénariste américaine née à Yonkers (État de New York).

## Filmographie

### Cinéma
- 1983 : Les Copains d'abord de Lawrence Kasdan
- 1989 : Immediate Family de Jonathan Kaplan
- 1990 : Men Don't Leave de Paul Brickman
- 1995 : Sabrina de Sydney Pollack

### Télévision
- 1980-1981 : I'm a Big Girl Now (4 épisodes)
- 1981 : It's a Living (3 épisodes)
- 1983 : Condo (Série)
- 1987 : The Line (Téléfilm)

## Distinctions
Toutes pour Les Copains d'abord

### Récompenses
- Writers Guild of America Awards 1984 : Meilleur scénario original de comédie, conjointement avec Lawrence Kasdan

### Nominations
- Oscars du cinéma 1984 : Oscar du meilleur scénario original
- Golden Globes 1984 : Golden Globe du meilleur scénario
- BAFTA 1985 : BAFA du meilleur scénario original